# Georgi Djulgerov
Georgi Djulgerov (Burgas, 30 settembre 1943) è un regista, sceneggiatore e produttore cinematografico bulgaro, professore ordinario di Regia Cinematografica e Televisiva presso l'Accademia d'Arte Drammatica e Cinematografica di Sofia e membro della European Film Academy.
È il padre dell'attrice Elica Djulgerova.

## Biografia
Laureato nel 1970 all'Università statale pan-russa di cinematografia S.A. Gerasimov, lo stesso anno Georgi Djulgerov esordisce alla regia con il cortometraggio Bondar e nel 1971 dirige il primo lungometraggio, Izpit, che si aggiudica il Premio FIPRESCI al Golden Rose Bulgarian Feature Film Festival e il premio della giuria al Festival di Locarno.
Negli anni settanta e ottanta scrive e dirige film che vengono proiettati nei principali festival internazionali, tra cui Advantage per il quale nel 1978 ottiene l'Orso d'argento per il miglior regista al Festival di Berlino e il Laceno d'oro al Festival del cinema neorealistico. Del 1983 è l'unica esperienza come attore con il ruolo di un investigatore in Sinăt na Marija di Malina Petrova. Nel 1990 il film Lagerat partecipa al Festival di Cannes nella sezione Quinzaine des réalisateurs e in seguito Djulgerov si dedica soprattutto alla produzione di documentari, continuando nel frattempo a lavorare per il cinema, il teatro e la televisione. Nel 2005 dirige la commedia drammatica Lejdi Zi che ottiene numerosi riconoscimenti tra cui il Premio FIPRESCI al Sofia International Film Festival e al Love is Folly International Film Festival, il premio CICAE al Sarajevo Film Festival e il Premio CEI al Trieste Film Festival.
È stato presidente della giuria internazionale della 45ª edizione del Festival di Berlino nel 1995 e membro delle giurie della 20ª edizione del Festival di Mosca nel 1997, del Molodist International Film Festival di Kiev nel 2005 e del Batumi International Art House Film Festival nel 2011.

### Vita privata
È sposato dal 29 novembre 1969 con la pianista russa Marina Kapacinskaja.

## Filmografia

### Lungometraggi
| Anno | Titolo                               | Regista | Sceneggiatore | Produttore | Montatore |
| ---- | ------------------------------------ | ------- | ------------- | ---------- | --------- |
| 1971 | Izpit                                | Si      |               |            |           |
| 1973 | I dojde denjat                       | Si      |               |            |           |
| 1977 | Advantage (Avantaž)                  | Si      | Si            |            |           |
| 1978 | Trampa                               | Si      | Si            |            |           |
| 1981 | Misura per misura (Mera spored mera) | Si      | Si            |            |           |
| 1988 | AkaTaMuS                             | Si      | Si            |            |           |
| 1990 | Lagerăt                              | Si      | Si            |            |           |
| 1996 | Plateno Milosărdie                   | Si      |               |            |           |
| 1997 | Černata ljastovica                   | Si      | Si            |            |           |
| 1999 | Pjasăčen časovnik                    | Si      | Si            |            | Si        |
| 2004 | Hubava si, mila moja                 | Si      | Si            | Si         | Si        |
| 2005 | Lejdi Zi                             | Si      | Si            |            | Si        |
| 2009 | Kozelăt                              | Si      | Si            |            | Si        |
| 2014 | Buferna zona                         | Si      | Si            |            |           |

Documentari
| Anno | Titolo                                 | Regista | Sceneggiatore | Produttore | Note                           |
| ---- | -------------------------------------- | ------- | ------------- | ---------- | ------------------------------ |
| 1985 | Za Neška Robeva i nejnite momičeta     | Si      | Si            |            |                                |
| 1986 | Za momičetata i tjahnata Neška Robeva  | Si      | Si            |            |                                |
| 1993 | Tišina v Kambodža                      |         |               | Si         | Regia di Krasimir Hazarbasanov |
| 1993 | Borislav i Balkanite                   |         |               | Si         | Regia di Julij Stojanov        |
| 1994 | Železnijat bašta                       |         |               | Si         | Regia di Ivan Rossenov         |
| 1995 | Ferdinand bălgarski                    |         |               | Si         | Regia di Svetoslav Ovčarov     |
| 1995 | Kakav e spomen ostanal                 |         |               | Si         | Regia di Nevena Toševa         |
| 1996 | Služenie                               |         |               | Si         | Regia di Kostadin Bonev        |
| 1996 | Ploštadat                              |         |               | Si         | Regia di Juliy Stoyanov        |
| 1997 | Te, drugite                            |         |               | Si         | Regia di Ani Jotova            |
| 1997 | Pod oblak                              |         |               | Si         | Regia di Kostadin Bonev        |
| 1997 | Deset priči za deset bălgarski soldati |         |               | Si         | Regia di Svetoslav Ovčarov     |

### Cortometraggi
| Anno | Titolo                                          | Regista | Sceneggiatore | Montatore | Note                          |
| ---- | ----------------------------------------------- | ------- | ------------- | --------- | ----------------------------- |
| 1970 | Bondar                                          | Si      | Si            |           | Co-regia con Niamdavaa Naidan |
| 2000 | Ad libitum 1. Anglijski duet alla turca         | Si      | Si            | Si        |                               |
| 2000 | Ad libitum 2. Rečitativ na zavistnika           | Si      | Si            | Si        |                               |
| 2000 | Ad libitum 3. Balada za dvama prijateli i gajda | Si      | Si            | Si        |                               |
| 2000 | Ad libitum 4. Variacii na graf djo Burbulon     | Si      | Si            | Si        |                               |
| 2003 | Edno pismo                                      |         |               | Si        | Regia di Dimitar Sardžev      |
| 2004 | Toška i Toško                                   |         |               | Si        | Regia di Kristina Grozeva     |
| 2004 | Kasmet                                          |         |               | Si        | Regia di Elizaveta Boeva      |

Documentari
| Anno | Titolo                       | Regista | Sceneggiatore | Produttore | Montatore | Note                                       |
| ---- | ---------------------------- | ------- | ------------- | ---------- | --------- | ------------------------------------------ |
| 1992 | Bolgradskata gimnazija       |         |               | Si         |           | Regia di Iskra Yossiffava                  |
| 1993 | Razdvoenoto sarce            |         |               | Si         |           | Regia di Malina Petrova e Iskra Jossiffova |
| 1993 | Ot 5 do 17                   |         |               | Si         |           | Regia di Vladimir Andreev                  |
| 1993 | I reče oslicata na Valaam    |         |               | Si         |           | Regia di Milena Andonova                   |
| 1994 | Pisma do dolnata zemja       |         |               | Si         |           | Regia di Kostadin Bonev                    |
| 1994 | Progonvane na čumata         | Si      | Si            |            |           |                                            |
| 1994 | Prizori, kogato trabata...   |         |               | Si         |           | Regia di Veselin Brănev                    |
| 1995 | Gracki ogan                  |         |               | Si         |           | Regia di Panayot Panayotov                 |
| 1995 | Rekata                       |         |               | Si         |           | Regia di Malina Petrova                    |
| 1996 | Pisma ot Tutrakan            |         |               | Si         |           | Regia di Valentin Valchev                  |
| 1997 | Turski marš                  |         |               | Si         |           | Regia di Antony Donchev                    |
| 1997 | Profesja: Vojnik             |         |               | Si         |           | Regia di Ralica Boneva                     |
| 1997 | Bojnijat pilot               |         |               | Si         |           | Regia di Ralitza Boneva e Plamen Somov     |
| 1998 | Za Ernrot, bez pristrastijs  |         |               | Si         |           | Regia di Asen Vladimirov                   |
| 2003 | Pametnik                     | Si      | Si            | Si         | Si        |                                            |
| 2006 | Kufarat                      | Si      | Si            | Si         | Si        |                                            |
| 2007 | Sol v zadnika, tran v petata | Si      |               |            | Si        |                                            |
| 2007 | Lozeto                       | Si      |               |            | Si        |                                            |
| 2007 | Tri nešta                    | Si      |               |            | Si        |                                            |
| 2007 | Pompolitite - predi i sled   | Si      |               |            | Si        |                                            |

## Televisione
| Anno | Titolo                                               | Regista | Sceneggiatore | Note                                    |
| ---- | ---------------------------------------------------- | ------- | ------------- | --------------------------------------- |
| 1974 | Garderobăt                                           | Si      |               | Film tv                                 |
| 1988 | Mera spored mera                                     | Si      | Si            | Serie tv                                |
| 1996 | BG - Neverojstni razkazi za edin savremenen bălgarin | Si      | Si            | Film tv, co-regia con Svetoslav Ovčarov |
| 1996 | Čudo                                                 | Si      |               | Film tv                                 |

## Riconoscimenti
- Festival internazionale del cortometraggio di Oberhausen
  - 1970 – Grand Prize, 3º posto per Bondar

- Golden Rose Bulgarian Feature Film Festival
  - 1971 – Premio FIPRESCI per Izpit
  - 1973	- Golden Rose per il miglior regista per I doyde denyat
  - 1978 – Golden Rose, premio speciale della giuria per Advantage
  - 1982 – Golden Rose per il miglior regista per Misura per misura
  - 1996 – Golden Rose per il miglior regista per Chernata lyastovitza
  - 2014 – Premio dell'Unione dei registi bulgari per Buferna zona

- Locarno Festival
  - 1972 – Premio della giuria (Youth Jury Award) per Izpit

- Laceno d'oro - Festival del cinema neorealistico
  - 1978 – Laceno d'oro per il miglior regista per Advantage

- Festival internazionale del cinema di Berlino
  - 1978 – Orso d'argento per il miglior regista per Advantage

- Golden Rhyton – Bulgarian Documentary and Animation Film Festival
  - 1985 – Golden Rhyton al miglior documentario per Za Neshka Robeva i neynite momicheta

- Sport film festival
  - 1986 – Paladino d'oro per Za Neshka Robeva i neynite momicheta

- Festival international du film d'amour de Mons
  - 1999 – Cœur d'or du jury des jeunes européens per Chernata lyastovitza

- Sarajevo Film Festival
  - 2005 – Premio della giuria per il miglior film per Leydi Zi

Premio CICAE per il miglior film per Leydi Zi
- Love is Folly International Film Festival
  - 2005 – Premio FIPRESCI per Leydi Zi

Golden Aphrodite per Leydi Zi
- European Film Festival Palić
  - 2006 – Gorki List Tolerance Award per Leydi Zi

- Trieste Film Festival
  - 2006 – Premio CEI per Leydi Zi

- Sofia International Film Festival
  - 2006	- Premio per il miglior film bulgaro per Leydi Zi

Premio FIPRESCI per Leydi Zi
2009 – Premio del pubblico per Kozelat